# Орёл (Алтайский край)
Орёл — посёлок в Ребрихинском районе Алтайского края. Входит в состав Зеленорощинского сельсовета.

## География
Район расположен в центральной региона, в пределах на Приобского плато, на юге лесостепной природной зоны, по реке Плещиха.
Климат
В селе, как и во всём районе, континентальный климат (Dfc по классификации Кёппена) с морозной, малоснежной зимой и тёплым летом. Среднегодовая температура +1,5 °C.
Поздние весенние заморозки наблюдаются в конце мая — первой декаде июня. Ранние осенние заморозки бывают в конце августа, чаще в первой половине сентября.
Количество дней безморозного периода составляет в среднем — 92 дня. Накопление снегового покрова начинается в конце октября — начале ноября. Наибольшая высота снежного покрова обычно достигается в конце февраля. Разрушение устойчивого снежного покрова начинается с середины марта. Со 2 декады марта начинается снеготаяние. Средняя дата схода снежного покрова — 18 апреля.

## История
Основан в 1922 г.
В 1928 году состоял из 142 хозяйств. В административном отношении являлся центром Орловского сельсовета Ребрихинского района Барнаульского округа Сибирского края.

## Население
| 1926 | 1997 | 1998 | 1999 | 2000 | 2001 | 2002 | 2003 | 2004 |
| ---- | ---- | ---- | ---- | ---- | ---- | ---- | ---- | ---- |
| 888  | ↘210 | →210 | ↗213 | ↗216 | ↗219 | ↘208 | ↘205 | ↘197 |
| 2005 | 2006 | 2007 | 2008 | 2009 | 2010 | 2011 | 2012 | 2013 |
| →197 | ↘180 | ↘171 | ↘160 | ↘134 | ↘131 | ↗132 | ↘124 | →124 |

Национальный состав
В 1928 году основное население — русские.
Согласно результатам переписи 2002 года, в национальной структуре населения русские составляли 94 %.

## Инфраструктура
Фермерское хозяйство

## Транспорт
Автомобильная дорога общего пользования межмуниципального значения 01Н-3605 «Ключевка — Зелёная Роща — Орёл».